# ゲオルク・ティントナー
ゲオルク・ティントナー（Georg Tintner, 1917年5月22日 - 1999年10月2日）は、オーストリア・ウィーン生まれの指揮者。最晩年にナクソス・レーベルに録音したブルックナーの交響曲全集録音で知られている。

## 経歴
ゲオルク・ティントナーは6歳からピアノを習い始め、10歳だった1927年にウィーン少年合唱団で名指揮者フランツ・シャルクのオーディションに合格した。シャルクはブルックナーの弟子として高名であり、ティントナーはシャルクの指揮棒の下でブルックナーのミサ曲などを歌っている。1931年に合唱団を離れ、ウィーン国立音楽アカデミーでピアノと作曲を学ぶ。
1938年3月、オーストリアがナチス・ドイツに併合されると、ユダヤ人であったティントナーはウィーン・フォルクスオーパーの仕事を失い、国外脱出を余儀なくされる。それからは仕事を求めて世界各国に移転する生活が長期間続いた。1940年にニュージーランドのオークランドに到着し、それから14年後の1954年にオーストラリアへ移った。ニュージーランドで結婚した最初の妻はオーストラリアでの生活に馴染めず、1961年に離婚してしまう。やがて1967年に南アフリカでケープタウン市立管弦楽団の常任指揮者に就任するが、アパルトヘイトの現実に接して1年で辞任し、それからイギリスへ渡ってサドラーズ・ウェルズ・オペラ（現在のイングリッシュ・ナショナル・オペラ）の補助指揮者として短期間働いた。間もなくオーストラリアに戻り、パース市に新しく創設されたウェスト・オーストラリア・オペラを指揮する。そこで2番目の妻とも別れ、シドニー市でオーストラリア・オペラの上級常任指揮者を務めていた時期に、ターニャ夫人と出会う。1978年に3番目の妻となった彼女は、最後までゲオルク・ティントナーと連れ添う伴侶となった。
1986年の暮れに、カナダのノバスコシア州ハリファックスにあるノバスコシア交響楽団から要請を受け、ティントナー夫妻はカナダに落ち着くことになった。長年カナダのナショナル・ユース・オーケストラで若手演奏家の教育活動をしてきたが、その卒業生のはからいによるものだったという。
こうしてティントナーは長年の苦節の期間に、5つの大陸でブルックナーの音楽を演奏した。その中には交響曲第8番の1887年版第1稿の北米初演も含まれている。しかし1993年に、彼が皮膚癌の一種である悪性黒色腫にかかっていることが明らかになった。

## ブルックナー交響曲全集

### ナクソスとの出会い
ティントナーがレコード会社「ナクソス」の社長クラウス・ハイマンと出会ったのは、1994年のことであった。ナクソスのポリシーとして「無名でも実力のある演奏家を録音に起用する」方針があり、ハイマンは会社最大のプロジェクトとなるブルックナー交響曲全集録音に当たって、誰を指揮者に起用するか相当悩んだという。ティントナーはこの時、ターニャ夫人とともに香港へ客演指揮に来ていた。そこでティントナーとハイマンは初めて会うことになる。すでに悪性黒色腫に冒されていたティントナーを見て、ハイマン夫妻は内心不安があったというが、すぐに彼の指揮を聴いて納得した。そこで交響曲全集録音が開始され、第1作として第5番が1997年夏に発売された。たちまち世界中で大好評になり、ティントナーは生まれて初めてのファン・レターを日本人の学生から受け取ったという。

### 交響曲全集の特徴
ナクソスに録音されたティントナー指揮のブルックナー交響曲全集は、交響曲第00番・第1番・第3番・第3番第2楽章（異稿）・第4番「ロマンティック」・第4番「ロマンティック」第4楽章（異稿）・第5番・第7番・第9番がロイヤル・スコティッシュ・ナショナル管弦楽団と、第0番・第2番・第8番がアイルランド国立交響楽団と、第6番がニュージーランド交響楽団の演奏となった。
ティントナーのブルックナー交響曲全集では、CD用の楽曲解説書をすべて彼自身が執筆したことが大きな特徴である。自筆の解説書は、ティントナーの解釈の根拠や、彼自身の人柄を知る点でも貴重な資料となっている。また、オーケストラの楽器配置として第1・第2ヴァイオリンを左右の両翼に配置する「古典的配置」を採用している。本全集の最大の特徴として、版問題への特別なこだわりが挙げられる。第3作として発売された第2番では、最初の版に当たる1872年稿のウィリアム・キャラガン校訂版を採用している。これは通常知られている交響曲第2番とは第2楽章・第3楽章の順序が逆で、第2楽章スケルツォ・第3楽章アンダンテの順になっているが、この版のCD録音はクルト・アイヒホルン以来2枚目だった。第4作として発売された第8番では、自らが北米初演を行った1887年版第1稿を録音したが、これはCD録音としてはエリアフ・インバル以来2枚目になる。遺作となった第3番では1873年第1稿を採用し、第1番ではウィリアム・キャラガンによる校訂版の世界初録音を行っている。

## 晩年
70歳代後半を過ぎてからナクソスに見いだされ、指揮者としての成功を得たティントナーだったが、悪性黒色腫の病状は次第に悪化していく。交響曲全11曲の録音は、1998年9月に終了した。彼はイギリスのクラシック音楽雑誌『グラモフォン』誌の1999年1月号表紙に採用されたが、これはクラシック音楽家にとって最高の栄誉とされる。そして日本からも、2000年7月に読売日本交響楽団で2回のブルックナー・コンサートの要請を受けた。しかし病状は悪化の一途をたどり、最後には「見当識障害」（人や場所などを正しく識別できなくなること）の症状が現れたという。1999年10月2日、ティントナーは病状悪化を苦にして、ハリファックスの自宅マンションの11階から飛び降り自殺をした。82歳だった。そのため、ブルックナーの交響曲のすべての稿を網羅する企画と合唱曲の全曲録音、さらに来日コンサートの夢も消えることになった。（後にティントナーが録音できなかった稿のうち、第3番第2稿、第3番第3稿、第9番補筆完成版がヨハネス・ヴィルトナーの指揮で録音されている。）
ナクソスはティントナーとの短すぎた時間を惜しみ、彼が生前に残した様々なコンサートの放送音源やスタジオ録音を自社音源として買い取った。これらが「ティントナー・メモリアル・エディション」（全12枚）として2003年から発売開始された。オーケストラは彼の自宅近くにあったノバスコシア交響楽団と、カナダのナショナル・ユース・オーケストラである。この企画ではベートーヴェン、モーツァルト、シューベルトなどブルックナー以外のティントナーのレパートリーに接することができる。

## 作曲
前述のように、ティントナーはウィーン国立音楽アカデミー在学中に作曲を学んでいた。
彼自身はその後作曲家として活躍することはなく、指揮者としての活動を開始した。
しかし、作品は破棄されることなく遺されており、2007年にナクソス・レーベルから『室内楽曲集』というタイトルでリリースされた。すべて、世界初録音である。
録音された作品は下記の7曲である。
1. ヴァイオリン・ソナタ (Violin Sonata)
2. ショパンの主題による変奏曲 (Variations on a Theme of Chopin)
主題はフレデリック・ショパンの『24の前奏曲 作品28 第7番 イ長調』
3. 前奏曲『あこがれ』 (Prelude, "Sehnsucht")
4. 友の死に寄せて (Auf den tod eines Freundes)
5. ピアノ・ソナタ ヘ短調 (Piano Sonata in F Minor)
6. 2つのフーガ (2 Fugues)
7. 葬送曲 (Trauermusik)